# Дубочки (посёлок при железнодорожной станции)
Дубо́чки — посёлок при станции в Пениковском сельском поселении Ломоносовского района Ленинградской области.

## История
По данным 1966, 1973 и 1990 годов посёлок при станции Дубочки входил в состав Бронинского сельсовета.
В 1997 году в посёлке при станции Дубочки Бронинской волости проживали 5 человек, в 2002 году — 25 человек (все русские).
в 2007 году в посёлке при станции Дубочки Пениковского СП — вновь 5 человек.

## География
Посёлок при железнодорожной платформе Дубочки расположен в северной части района, к северо-западу от административного центра поселения деревни Пеники на линии Санкт-Петербург — Калище, близ автодороги 41А-007 (Санкт-Петербург — Ручьи).
Расстояние до административного центра поселения — 4,5 км.

## Демография
| 2002 | 2007 | 2010 | 2017 |
| ---- | ---- | ---- | ---- |
| 25   | ↘5   | ↘0   | →0   |